# Achille Beltrame
Pour les articles homonymes, voir Beltrame.
Achille Beltrame, né le 18 mars 1871 à Arzignano et mort le 19 février 1945 à Milan, était un peintre et illustrateur italien, spécialiste du fait divers.

## Biographie
Achille Beltrame a d'abord étudié à Vicence, puis s'est inscrit à l'Académie de Brera. En 1899, il commence à travailler comme illustrateur pour le journal Corriere della Sera et illustre chaque semaine les nouvelles à sensation pour la revue La Domenica del Corriere de Milan de 1889 à 1945,.
Beltrame tient sa première exposition personnelle en 1941 à la Galerie Ranzini à Milan.

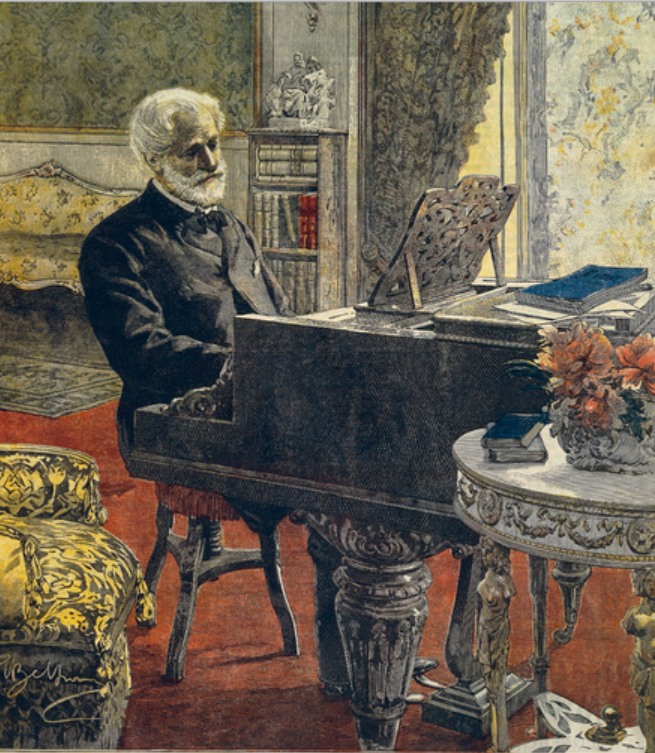
Giuseppe Verdi, illustration La Domenica del Corriere (octobre 1899).
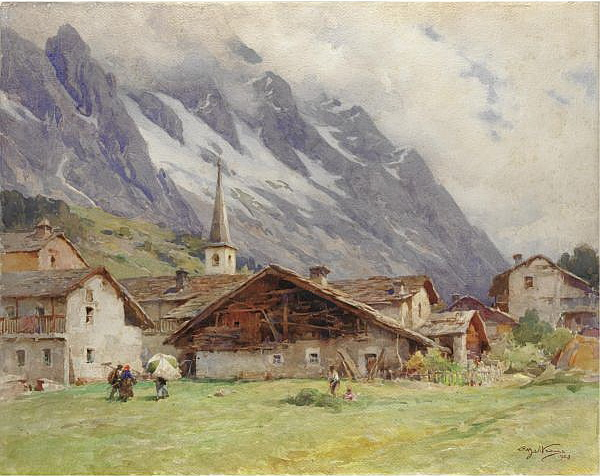
Courmayeur par Beltrame (1928).